# Берецька волость
Берецька волость — адміністративно-територіальна одиниця Зміївського повіту Харківської губернії.
На 1862 рік до складу волості входили:
- слобода Верхня Берека;
- слобода Єфремівка;

Найбільші поселення волості станом на 1914 рік:
- слобода Берека — 8600 мешканців.
- слобода Єфремівка — 2000 мешканців.

## Волосне правління
Волость очолював волосний старшина, діловодством волості займався волосний писар. Крім того, існував волосний суд з чотирма суддями, один з яких зазвичай призначався головою волосного суду. Також були не поодинокі випадки коли на волосного старшину були накладені обов’язки голови волосного суду. Волосний суддя, як і інші земські урядники займали посаду протягом трьох років. Діловодством волосного суду займався секретар волосного суду.

### Волосний старшина
| Прізвище, ім’я, по батькові    | Роки знаходження на посаді | Примітки |
| ------------------------------ | -------------------------- | -------- |
| Гранкин Стефан Якович          | ?—1893—1895                |          |
| Микулин Федір Іванович         | 1896                       |          |
| Саприкін Тимофій Іванович      | 1897                       |          |
| Ісаков Іван Степанович         | 1898—1902                  |          |
| Половінкін Никифор Данилович   | 1903—1904—?                |          |
| Лукя’нченков Дмитро Андрійович | ?—1906—?                   |          |
| Єфремов Василь Зінов'євич      | ?—1908                     |          |
| Андрєєв Федір Якович           | 1909—1910—?                |          |
| Панов Сава Єлисейович          | ?—1912—1913                |          |
| Клочков Михайло Якович         | 1914—1915—?                |          |
| Панов Ос. Євил.                | ?—1917                     |          |

### Волосний писар
| Прізвище, ім’я, по батькові | Роки знаходження на посаді | Примітки |
| --------------------------- | -------------------------- | -------- |
| Чепеленко Єлисей Іванович   | ?—1894—1906—?              |          |
| Коренєв Олексій Пилипович   | ?—1908—1915—?              |          |
| Артех Петро Корнійович      | ?—1917                     |          |

### Голова волосного суду
| Прізвище, ім’я, по батькові    | Роки знаходження на посаді | Примітки |
| ------------------------------ | -------------------------- | -------- |
| Чурилов Іван Васильович        | ?— 1893                    |          |
| Саприкін Василь Михайлович     | 1894—1896                  |          |
| Пікалов Герасим Петрович       | 1897—1899                  |          |
| Панов Дмитро Євплов.           | ?—1902                     |          |
| Ришков Василь Опанасович       | 1903—1906—?                |          |
| Ісаков Іван Степанович         | ?—1908—1909                |          |
| Саприкін Іларіон Васильович    | 1910—1912                  |          |
| Гребенніков Семен Герасимович. | 1913—1914                  |          |
| Кобелев Василь Корнійович      | 1915—1917                  |          |

### Секретар волосного суду
| Прізвище, ім’я, по батькові | Роки знаходження на посаді | Примітки |
| --------------------------- | -------------------------- | -------- |
| Ісаков Іван Степанович      | ?—1915—1917—?              |          |